# Deviants (cómic)
La Gente Cambiante, apodados los Deviants (español: Desviantes) por los Eternos, son una raza ficticia de humanoides que aparecen en los cómics estadounidenses publicados por Marvel Comics.
En el Universo Marvel, los Deviants son el producto final de una serie de pruebas de ADN conocidos como Homo descendus, creados por los enigmáticos alienígenas Celestiales. Su raza es en gran parte insensible y ven a todas las demás especies como una amenaza. Incluso desconfían el uno del otro y, a menudo, se estorban.
Los Deviants debutaron en Universo cinematográfico de Marvel en la película Eternals (2021).

## Historial de publicaciones
Los Deviants aparecieron por primera vez en The Eternals # 1 (julio de 1976), y fueron creados por Jack Kirby. Aparecieron en los volúmenes 1 y 2 de la serie Eternals. Recientemente, aparecieron en Thor: The Deviants Saga # 1-5 (2012), escrito por Robert Kodi e ilustrado por Steven Segovia.

## Historia ficticia
Son una rama del proceso evolutivo que creó la vida inteligente en la Tierra instigada por los alienígenas Celestiales, y libran la guerra contra sus contrapartes, los Eternos. 
Mientras que los Eternos poseen un poder divino y generalmente son físicamente hermosos (según los estándares humanos), los Deviantes (que a veces se refieren a sí mismos como 'la gente cambiante') son en su mayor parte horribles (nuevamente, para los estándares humanos), cada miembro de su raza posee alguna mutación física y / o cosmética aleatoria que, por diseño celestial, nunca se repite dentro de la subespecie. Los Deviants extremadamente mutados o deformados se conocen como "mutantes" y algunos de los monstruos de mitos y leyendas han sido identificados como mutantes de Deviant. Algunas de estas mutaciones pueden proporcionar habilidades sobrehumanas, pero sus poderes no suelen ser tan grandes como los de los Eternos.
Según el relato de un Deviant en la miniserie de cómics de 2006, los Deviants fueron creados como un manjar para ser consumidos en masa por los Celestiales a intervalos periódicos una vez que se multiplicaron lo suficiente. La veracidad de esto ha sido revelada como falsa, ya que los Deviants y los Eternos fueron creados porque los Celestiales vieron a la población humana como un patógeno útil para actuar como anticuerpos contra la Horda, por lo que los Deviants y los Eternos debían defender el proceso bajo la falsa impresión de que en realidad estaban protegiendo a la raza humana.
Los Deviants son religiosos, reverenciando al Soñador Celestial ("El que duerme en la oscuridad"). Le atribuyen su creación y afirman que les otorgó el dominio sobre la Tierra, un acuerdo que creen que más tarde se rompió por la traición de los otros Celestiales. Tienen uno o más libros sagrados, el único nombrado hasta ahora es el Libro de Krask.
Los Deviants ya habían desarrollado tecnología avanzada como la ingeniería genética cuando los humanos todavía vivían en cuevas.
En algún momento de la prehistoria, algunos Deviants persiguieron a Vnn y su amante Brrkk. Cuando Brrkk murió, Vnn encontró el cadáver de un Tyrannosaurus que anteriormente poseía Star Brand. Vnn absorbió los poderes de Star Brand y los usó para derrotar a los Deviants.
En el advenimiento de la era heroica, el hermano Tode lideraba a los Deviants, con su capital en la ciudad de los Toads en el continente hundido de Lemuria. Cuando la Cuarta Hueste Celestial llegó a la Tierra, los soldados Deviants liderados por el Señor de la Guerra Kro atacaron la ciudad de Nueva York en un intento de provocar miedo en los humanos y engañarlos para que atacaran a los Celestiales. Cuando este intento falló, los Deviants enviaron un equipo de ataque a la nave espacial Celestial, que también falló.
Más tarde, la aristocracia del Deviant, liderada por el hermano Tode, atacó a Olimpia y secuestró a los Eternos con la intención de desintegrarlos. Sin embargo, el héroe Iron Man (James Rhodes) rescató a los Eternals y los ayudó en la derrota de los desviados. Los Eternos transformaron la aristocracia de los Deviants en un cubo sintético, matándolos. Solo el señor de la guerra Kro escapó con la ayuda de su antigua amante Thena de los Eternos.
Sin la aristocracia, los sacerdotes de los Deviants tomaron el poder, liderados por Priestlord Ghaur, quien mató al hijo de Tode, Ranar. Kro regresó a Lemuria y fue coronado como un monarca testaferro, con el poder real en manos de Ghaur. Con su nuevo líder, los Deviants lucharon contra los Eternos nuevamente. Ghaur absorbió el poder del Dreaming Celestial y trató de ascender a la divinidad, pero fue derrotado por los Eternos y Los Vengadores y se desintegró. Kro quedó como rey de los Deviants.
Ghaur volvió a su forma corpórea y trató de obtener la Corona Serpiente con la ayuda de los Lemurianos Atlantes, liderados por Llyra, en un intento de invocar al Antiguo Dios Set. Los Vengadores y los Cuatro Fantásticos pusieron fin a su loco plan y Ghaur se desintegró una vez más. Sin Ghaur, y con la abdicación de Kro, la sociedad desviada cae en la anarquía y la revolución. Primero, un señor de la guerra llamado Brutus intentó conquistar las diferentes razas del subterráneo, pero fue asesinado cuando los Deviants descubrieron su origen mutado. Más tarde, el hermano Visara dirigió a los deviants a matar a todos los líderes y sus seguidores. Al final también fue asesinado.
Más tarde, Kro dirigió a un grupo de heroicos Deviants, la Red Delta, para rescatar a los Vengadores de un Ghaur resucitado, que usó sus poderes para controlar a los deviants una vez más. Ghaur (en forma de estatua gigante) y los Deviants lucharon contra los Eternos y los Heroes for Hire, cuando el sacerdote loco creó un Anti-Mind en su plan para gobernar el mundo.
Kro y Ghaur formaron facciones conflictivas y mantuvieron la lucha por el poder de la Deviant Lemuria. El mundo externo no sabía quién estaba a cargo. Ghaur se arriesgó a una guerra con Wakanda después de descubrir que su hija rechazada (parecida a un humano) estaba viva en ese país. Las fuerzas de Wakanda sitiaron a Lemuria y la tensión creció. Finalmente, la hija fue declarada oficialmente muerta y Ghaur salvó la cara.
Mucho más tarde, los varones Deviants quedaron estériles por una plaga, reinó la anarquía y se produjo una competencia de poder entre Ereshkigal y Ghaur. Ghaur ganó cuando prometió a los deviants el regreso de la fertilidad con la ayuda del eterno Phastos secuestrado y la máquina de resurrección del Eterno. El dios asgardiano Thor rescató a Phastos y luchó contra Ghaur. Cuando la piedra Unbiding (un artefacto apocalíptico robado por Erishkigal) fue destruida, Ghaur y Erishkigal desaparecieron y Kro se quedó liderando a los Deviants.

## Miembros

### Deviants
Un deviant es un humano modificado con genética inestable, que provoca diferentes formas y habilidades.
- Kro[17] - Un Señor de la guerra Deviant que es el gobernante de Lemuria y jefe de la Red Delta. Kro es un cambiante de larga duración.
- Ahqlau[18] – Conspirador y amigo de Yrdisis que se hizo pasar por un aliado de Kro, pero en realidad lo estaba espiando para Ghaur.
- Argos el Cazador[19] – Miembro de la Espada de Damocles que persiguió a Arcadia Deville y Ulysses Bloodstone. Argos el Cazador llevaba armadura y empuñaba un bastón de energía cósmica.
- Broop[20] – El bufón del hermano Tode. Él fue fusionado con los demás en un cubo gigante por los Eternos y se presume que está muerto.[21]
- Hermano Tode[22] – El monarca y exgobernante de Lemuria. Fue asesinado por reensamblaje molecular por los Eternos.
- Hermano Visara[23] – Un líder carismático que lideró a los deviants en una revolución contra todas las formas de liderazgo. Sin embargo, también fue asesinado por los desviados enojados por su hipocresía.
- Chudar[24] – Un Deviant con cuernos y piel roja que atiende a Kro.
- Coal[25] – Un Deviant que fue enviado por Ghaur para recuperar el Cuerno de Proteus, pero fue confundió con Sunspot por Namorita.
- Darg[26] – Un deviant de piel rosada que observó un combate de gladiadores entre los Vengadores. Su espada fue robada por el Caballero Negro.
- Dark Angel/Tzabaoth (Donald & Deborah Ritter)[27] – Los hijos gemelos de Thena y Kro y miembros de la Red Delta
- Dragona[28] – miembro de Delta Force; hermana de Ereshkigal y ex amante del hermano Tode, capaz de volar y respirar fuego.
- Dulpus[29] – El exlíder de un grupo que intentó ayudar en la toma de control de la Tierra para ganarse el favor de Kang el Conquistador. Envió a Glomm a un combate singular contra Warbird.
- Enigmo[30] – Miembro de Delta Force y ex gladiador. No debe confundirse con Cataphrax, quien luchó bajo el nombre de Enigmo (ver Deviant Mutates, más abajo).
- Ereshkigal[31] – La hermana de Dragona que fue confundida en el pasado con Hécate. Al parecer, se suicidó después de perder un concurso contra el Tribunal Viviente.[32]
- Fascit[33] – Estaba a cargo de la operación para transformar a Margo Damian en una Deviant.
- Finn[34] – Miembro de la Fundación Damocles que recibió el Recolector Celestial de manos de Lucas Guthrie. Fue asesinado cuando el recolector se enfureció.
- Frathag[35] – Miembro del sacerdocio que se hizo cargo de la Quinta Hostia. Asesinado por una multitud enojada de Deviants cuando Kro expuso el "tiempo de pureza" como una falsedad.
- Gelt[36] – Un Deviant con tentáculos que adoraba al Sueño Celestial.
- General Dasrax[37] – Era miembro de la conspiración de Kro contra el sacerdocio, pero Ghaur lo obligó a dispararse en la cabeza delante de Kro para demostrar su poder.
- Ghaur[38] – El señor-sacerdote de Lemuria que aspiraba a robar el poder del Soñador Celestial. Suele competir con Kro por el liderazgo de los Deviants.
- Haag[39] – Un Deviant que abogó por el Rebanador siguiendo el gobierno de Brutus.
- Ignatz[40] – Un pequeño Deviant alado que sirvió como el corcel volador de Ant-Man.
- Jorro[41] – Un fabricante de armas y sirviente involuntario de Terminus.
- Karygmax[42] – Un sacerdote que ordenó a Cataphrax que se sometiera al tiempo de pureza. Karygmax estuvo involucrado en la resurrección de Ghaur. Su paradero actual es desconocido.
- Kra[43] – Un Deviant grande y alado que comandaba un enorme ejército de Deviants.
- Nuncio Klarheit[44] – Un señor-sacerdote que sirvió a Ghaur y acompañó a Kro a la Pirámide de los Vientos para recuperar un frasco y transportarlo de regreso a Lemuria.
- Lugner[45] – Un Deviant que espió a Kro para Ghaur haciéndose pasar por su asistente (aunque Kro era consciente de su verdadera naturaleza). Se desconoce el paradero actual de Lugner.
- Maelstrom[46] – El hijo de Morga y Phaeder. Debido a que era mitad Deviant, mitad Inhumano, fue enviado a los Pozos de esclavos de Lemuria.
- Marcelus[47] – Miembro de la Fundación Damocles. Fue enviado a Brasil para capturar a la Reina Negra, pero ella lo convirtió en piedra.
- Medula[46] – Socia de Maelstrom y madre de Ransak el Rechazado. Se desconoce su paradero actual.
- Morga[46] – Compañera de Phaeder y la madre de Maelstrom. Ella fue asesinada por los otros Deviants por parecer demasiado humana.
- Morjak[48] – Un Deviant que exhibe una segunda cara en su torso. Adoraba al Soñador Celestial.
- Odysseus Indigo[49] – El director ejecutivo de la Fundación Damocles. Puede hipnotizar a otros o anular superpoderes.
- Plokohrel[45] – Un artista famoso de la dinastía 100.
- Phraug[50] – El exgobernante de Lemuria. Fue asesinado durante el Gran Cataclismo (también conocido como el hundimiento de la Atlántida).
- Pyre[19] –  Un Deviant que es miembro de la Espada de Damocles. Pyre posee poderes de fuego.
- Reina Vira[22] – Reina de los Deviants. Ella fue transformada en materia inerte y fusionada con otros de la población Deviant en un cubo por Eternos. Actualmente está fallecida.
- Ragar[20] – El primer ministro que despreciaba a Kro. Actualmente está atrapado dentro del cubo de Deviant por los Eternos.
- Ranar[37] – Un funcionario del gobierno que es el hijo del hermano Tode. Fue asesinado por el Sacerdocio.
- Randy Lee Watson[51] – Nombre real desconocido. Trabajó para la Fundación Damocles. Randy solicitó la ayuda de Lucas Guthrie para capturar a un recolector celestial, pero murió cuando un guardia le disparó.
- Ransak el Rechazado[46] – Un gladiador que es un aliado de los Eternos y un alumno de Kingo Sunen. Es un paria ya que parece un ser humano.
- Shelmar[52] – Un guerrero y ex artillero a bordo del buque insignia de Kro. Su paradero actual es desconocido.
- Sledge[53] – Un Deviant que inicialmente se pensó que era un mutante. Sledge mejoró los poderes de Blob y Mimic. Es socio de Risque y corredor de favores.
- Sluice[52] – Un administrador que es parte del consejo del hermano Tode, no le agradaba Kro, presumiblemente parte del grupo fusionado en un cubo sólido por los Eternos.
- Spike[25] – Fue enviado por Ghaur para recuperar el Cuerno de Proteus y es confundido con uno de los Nuevos Mutantes por Namorita.
- Stranglehold[19] – Un miembro de la Espada de Damocles que persiguió a Arcadia y Ulysses. Posee una fuerza sobrehumana.
- Stra'an[54] –
- String[25] – enviado por Ghaur para recuperar el Cuerno de Proteus, confundido con Warlock por Namorita.
- Taras Vol[55] – Un lemuriano que fue capturado y mutó a Cole, Gort y One-Eye. Fue asesinado durante el Gran Cataclismo (también conocido como el hundimiento de la Atlántida).
- Trueno[56] – Un Deviant que personificó al dios del trueno inca Catequil en la Cordillera de los Andes.
- Tobias[57] – Un Deviant que intentó matar a un niño Deviant por ser un mutado, pero fue rescatado por Dragona. Su paradero actual es desconocido.
- El Toro Rojo[58] – Un luchador renegado y miembro de Delta Network. Estaba unido a Tupac Amaru, un niño autista.
- Ulysses Dragonblood[19] – El hermano de Odysseus Indigo y exmiembro de la Fundación Damocles. Puede sedar a otros con un toque.
- Veeg[59] – También conocido como Veerg, es miembro de la Fundación Damocles. Veeg ayudó en secreto a Sledge, Ulysses Dragonblood, Arcadia Deville y X-Force a ingresar a la sede de la Fundación en Amazon utilizando los dispositivos de teletransportación allí.
- Weller[51] – Miembro de la Fundación Damocles que recibió el Celestial Gatherer de Lucas Guthrie. Su paradero actual es desconocido.
- Yrdisis[45] – Una artista y amante de Khoryphos que ayudó a sacar de contrabando a las víctimas de Slicer de Lemuria hasta que es descubierta por el hermano Visaara. Más tarde fue capturada por las Hermanas Weird para ayudar en la resurrección de Maelstrom, pero fue rescatada por los Eternos. Se desconoce su paradero actual.
- Zakka[56] – Un fabricante de herramientas que construyó un desplazador de tiempo que fue capaz de dar a luz a antiguos guerreros. Llamó a Tutinax, pero fue asesinado por él.
- Zona[19] – Un miembro de la Espada de Damacles que podía volverse invisible y generar descargas eléctricas.

### Deviant Mutados
Los Deviant Mutados son creaciones de los Deviants. Entre los Deviant Mutados conocidos se encuentran:
- Bandrhude[60] – Un tipo de Deviant Mutados que se utilizó antes del Gran Cataclismo (también conocido como el hundimiento de la Atlántida ). Bandrhude fue utilizado más tarde en la era moderna por Ghaur y Kro.
- Brutus[61] – Un Deviant mutado que lideró brevemente a los desviants después de la aparente destrucción de Ghaur por el Soñador Celestial. Brutus organizó las guerras subterráneas y la persecución de los mutantes desviados. Brutus murió cuando fue expuesto como mutado.[62]
- Cataphrax[63] – Un guerrero y exluchador de la Federación de Lucha Libre Clase Ilimitada que tiene una fuerza que rivaliza con Ikaris. Fue víctima de la Quinto Huésped y es asesinado de piedad por Thena.
- Dromedan[64] – Dromedan fue criado por los Deviants como un arma contra los Eternos. Encarcelado debajo de la Ciudad de Nueva York por los Eternos. Dromedan tiene vastos poderes psiónicos, que incluyen control mental, ilusiones y telequinesis. También puede emitir explosiones de energía destructiva y transformar la materia.
- Giganto[65] – Un sirviente del Hombre Topo , crio brevemente Tecnotroide Inorgánico con su compañero, lo abandonó después de que perdió el interés. Una vez intentó gobernar la tierra, guardó la Isla Monstruo para Kro, más tarde se convirtió en sirviente del Hombre Topo.[66][67]
- Glomm[68] – Un sirviente de Dulpus que fue derrotado por Warbird en combate singular.
- Gorgilla[69] – Miembro de Fin Fang Four. Kro lo usó anteriormente como un peón a través de las Minas del Cerebro y fue usado para hacer estragos en la ciudad de Nueva York. Más tarde, Gorgilla se hizo amigo del Doctor Druid después de ser liberado por él. Gorgilla fue más tarde reducido a tamaño humano por el compactador molecular de Reed Richards y se convirtió en el conserje del Edificio Baxter. Gorgilla ayudó a Elektro, Fin Fang Foom y Googam a derrotar a Tim Boo Ba.
- Gort[22] – Un agente de Brutus que fue derrotado por Hulk.
- Grottu[70] – Se produjo a través de las reservas de mutantes de Deviant. Grottu luchó contra Ulysses Bloodstone, pero fue exterminado por él. El espíritu de Grottu luego poseyó a Ant-Man (Scott Lang).
- Karkas[71] – Un exgladiador que se alió con los Eternos. Karkas fue entrenado por los eruditos en Olimpia y ayudó en la rebelión de Kro contra Ghaur. Karkus fue luego derrotado por Reject.
- Hombres Lagarto[72] – Una raza de Deviant mutado en forma de humanoides reptiles que residen en Subterránea. Un grupo de Hombres Lagarto fueron utilizados como agentes de Kro y viajaron a la Montaña Midnight e intentaron ayudar a capturar a Makkari.
- Megataur[73] – Un monstruo al servicio del Hombre Topo.
- Metabo[74] – Un Deviant mutado que fue diseñado por Kro. Metabo pudo absorber la energía cósmica de los Eternos. Fue considerado brevemente para Delta Force.
- Minotauro[75] – Un monstruo que posiblemente era la criatura que antes se encontraba dentro de los laberintos del mar Egeo. El Minotauro luchó contra Ikaris.
- Molten Man-Thing[76][77] – Una criatura de un volcán que invadió la isla de Napuka. Luchó contra Makkari (que se hacía pasar por Frank Harper). Molten Man-Thing fue derrotado cuando su energía térmica fue disipada por un inmenso ventilador.
- Espora[78] – Un deviant mutado que fue creado hace milenios como el arma definitiva contra los Eternos. Espora ganó la inmortalidad al consumir Eternos, pero fue destruida alrededor del 18000 aC por el segundo anfitrión Celestial. Las partículas de Espora se incorporaron a la cosecha de cocaína de General Caridad. Espora es destruida por la Hermana Salvación.
- Tricephalous[65] – Un monstruo de tres cabezas que vive en Isla Monstruo y es sirviente de Hombre Topo.
- Tutinax el Montañés[79] – Un deviant mutado y un gladiador que ayudó a Dromedan durante la época del segundo anfitrión. Fue convocado desde el pasado por Zakka, pero luego mató a este último. Finalmente fue devuelto a su propio tiempo. En la era moderna, casi mata a golpes a Quasar cuando interfería en un partido.
- Gusano devorador de mundos[80] - Una lombriz de tierra mutada liberada por Dromedan de una "Cámara de coagulación desviada". Se hacía más grande con cada segundo que pasaba y podía absorber objetos en su cuerpo con un viento similar al de vacío. Virako destruyó al gusano devorador de mundos absorbiendo energías de su oficio, destruyéndose a sí mismo en el proceso.

### Deviants del planeta Lyonesse
- Blackwulf (Pelops)[81] –  El hijo de Tantalus y líder de la Legión Subterránea. Fue asesinado por su padre y sirvió como comida a los Pacificadores.[82]
- Blackwulf (Lucian) – El hermano y sucesor de Pelops y el hijo de Tantalus. Lucian mató a su padre y absorbió su poder. Se desconoce su paradero actual.
- Bristle – Miembro de los Pacificadores.
- Id[83] – El hijo de Tantalus y hermano de Blackwulf (Pelops y Lucien). Se desconoce su paradero actual.
- Khult[84] – Un Deviant de Tebbel que es el padre de Nirvana. Se convirtió en sirviente de Tantalus pero usurpó su gobierno de Armechadon al mismo tiempo. Ayudó a Blackwulf a matar temporalmente a Tantalus.
- Dama Tridente – Un miembro de los Pacificadores que fue asesinado en uno de los cuerpos de Touchstone. Sin embargo, otra piedra de toque la puso en estasis.
- Mammoth (William "Willie" Amos)[85] – Un miembro de la Legión Subterránea y posiblemente el yo pasado de Wraath. Su brazo fue cortado por Blackwulf (Lucian) para salvarlo del Legado Negro.
- Nirvana – La hija de Khult, esposa de Tantalus y madre de Lucian, Pelops e Id. Se suicidó después de dar a luz a Lucian. Su cuerpo fue preservado en forma de no-muerto por Khult y luego fue liberado a la muerte con la ayuda de Lucian[86]
- Pandara[87] – Un sirviente del Señor Tantalus. Su paradero actual es desconocido.
- Schizo – Miembro de los Pacificadores y hermana de Touchstone. Es dejada en coma por Touchstone.
- Tantalus[88] – El Deviant armecadoniano que es el padre de Pelops, Lucian e Id, y el esposo de Nirvana. Usó a los Pacificadores como agentes en la Tierra. Tantalus fue asesinado por Blackwulf (Lucian).[86]
- Touchstone – Miembro de la Legión Subterránea y hermana de Pandara. 24 de sus formas fueron destruidas por Tantalus.
- Toxin – Miembro de la Legión Subterránea. Su armadura fue destruida por Tantalus. Toxin más tarde se alió con Tantalus contra el Subterráneo con la esperanza de poder reconstruir su armadura. Sin embargo, regresó a la Tierra junto a los Pacificadores.
- Wraath (William "Willie" Amos) – Miembro de los Pacificadores. Es un cyborg que posiblemente sea el yo futuro de Mammoth.

### Delta Network
El Delta Network, también conocida como la Fuerza Delta (sin relación con la vida real de la Fuerza Delta), era el nombre de un grupo de Deviants, una raza ficticia de seres de Marvel Comics. La Delta Network era un grupo de guerreros deviants que fueron organizados por el Señor de la Guerra Kro. Cuando Los Vengadores fueron capturados por el sacerdocio Deviant, Kro llamó a los miembros a la acción para rescatarlos. Los miembros de Delta Network incluyeron: Ransak el Rechazado, Karkas, Enigmo y Donald y Deborah Ritter (los hijos gemelos de Thena y Kro). La Red Delta apareció solo en Avengers # 370–371. El grupo fue creado a partir de personajes preexistentes por Glenn Herdling y Geof Isherwood.

### Skrulls
Los Skrulls son casi todos Deviants que eliminaron a los otros vástagos de su especie, dejando solo uno de la raza original (Prime Skrull) y un Skrull Eterno (Kly'bn).

## En otros medios
Los Deviants harán su debut cinematográfico en Eternals, ambientado en Marvel Cinematic Universe. Kro también aparecerá en la película, sirviendo como líder de los Deviants. Ellos son una raza monstruosa de seres casi inmortales diseñados genéticamente por los Celestiales y son los enemigos históricos de los Eternos, sus primos raciales. Fueron diseñados para progresar y garantizar la vida del desarrollo en la Tierra eliminando a los depredadores ápice del planeta, hasta que evolucionaron para cazar y eliminar toda la vida, llegando a provocar la extinción de los dinosaurios, lo que llevó a la creación de los Eternos para detenerlos.